# リスボン大聖堂

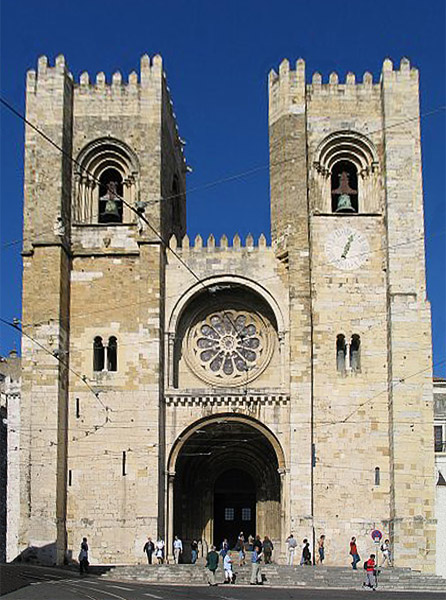
リスボン大聖堂のファサード

サンタ・マリア・マイオール・デ・リシュボア大聖堂 （Santa Maria Maior de Lisboa）またはリスボン大聖堂 （Sé de Lisboa）は、ポルトガル・リスボンにある大聖堂で、市内で最も古い教会である。大聖堂建設は1147年から始まり、建物は幾度も手を加えられ、幾度もの地震をしのいできた。今日、その姿は異なる建築様式の混合である。

## 歴史
リスボンは、4世紀から司教座が置かれていた。西ゴート王国が滅ぼされると、市はムーア人に征服され8世紀から12世紀までイスラム教徒支配におかれた。その頃のキリスト教徒たちは市内と郊外に住むことを許されていた。1147年、アフォンソ・エンリケス（のちの初代ポルトガル王アフォンソ1世）に率いられたポルトゥカーレ伯軍と、第2回十字軍参加のためリスボン港に停泊していた北ヨーロッパからの騎士たちにより、リスボンは再征服された。イングランド人騎士ギルバート・オブ・ヘイスティングスはここで司教となり、リスボンにモスクのあった場所に新たに大聖堂が建てられた。最初の建物は1147年から1310年代までに完成した後期ロマネスク様式のものであった。その時に、ポルトガル南部からリスボンの守護聖人聖ヴィセンテ・デ・サラゴサの聖遺物がもたらされた。13世紀後半、ディニス1世がゴシック様式の回廊を建て、アフォンソ4世が自分と家族のために主礼拝堂をゴシック様式の名士合祀殿（パンテオン）に改造した。1498年、王妃レオノール・デ・ヴィゼウは大聖堂の回廊にある礼拝堂の一つにミゼリコルディアを創設した。『ミゼリコルディア』（慈悲、慈愛という意味）はカトリックの慈善団体であり、のちに他都市へ広がり、ポルトガルやその海外植民地で重要な役割を果たした。

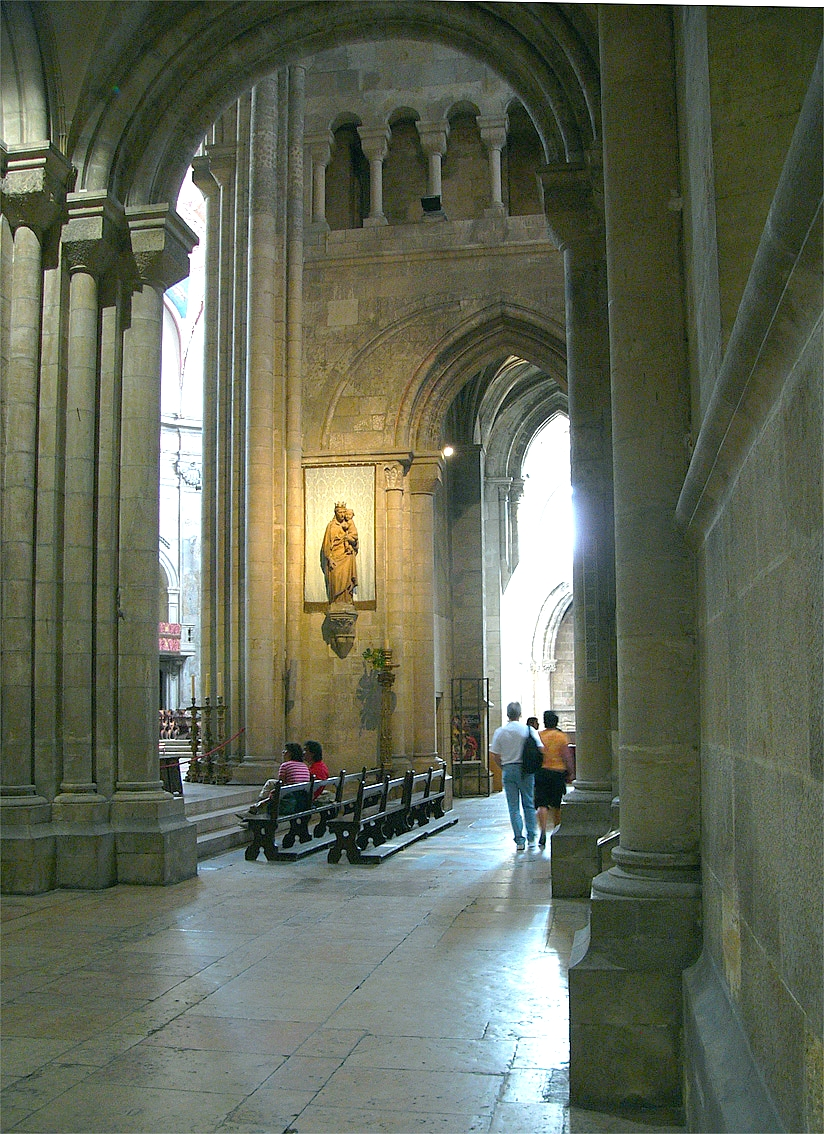
ロマネスク様式の側廊

地震が常にリスボンと大聖堂の問題だった。14世紀から16世紀にかけて数度の地震にみまわれたが、最悪のものは1755年のリスボン地震だった。この地震で、王室のパンテオンと一緒にゴシック様式の主礼拝堂が崩壊した。回廊と礼拝堂の多くが、地震とそれに引き続く大火で廃墟と化した。大聖堂は部分的に再建され、大掛かりな改修のあと20世紀初頭に現在の姿となった。近年、中央にある回廊の中庭が発掘され、古代ローマ、アラブ、中世時代の遺構が発見された。

## 芸術と建築
リスボン大聖堂は、三つの側廊のある十字架の形をした建物で、交差廊と主礼拝堂は回廊に囲まれている。教会は東側と回廊でつながっている。大聖堂のメイン・ファサードは要塞に似て、側面を防衛する2つの塔と銃眼付き胸壁をそなえる。この威圧的な相貌は、同時代の他のポルトガル国内にある大聖堂にも見られる特徴で、レコンキスタ時代の遺物であり、包囲された場合には敵を攻撃する拠点になった。

### ロマネスク様式
最初の建築から、リスボン大聖堂はバラ窓を備えた、堂々たる主出入口である西ファサード（20世紀にかけらから再建）、北側出入り口と大聖堂本堂が保存されてきた。出入り口はロマネスク意匠の興味深い円柱建築が施されている。本堂は半円筒天井に覆われ、その上部にトリフォリウム（側廊上部のアーチと高窓の間）がある。西ファサードのバラ窓から光が降り注ぐ。交差廊のランタン塔窓と同様に、本堂の側廊窓からも光が入る。大聖堂の全体的な建築計画は、同時代に建設されたコインブラの旧大聖堂と非常に似ている。ある回廊は、興味深いロマネスク様式の鉄製門をもつ。

### ゴシック様式

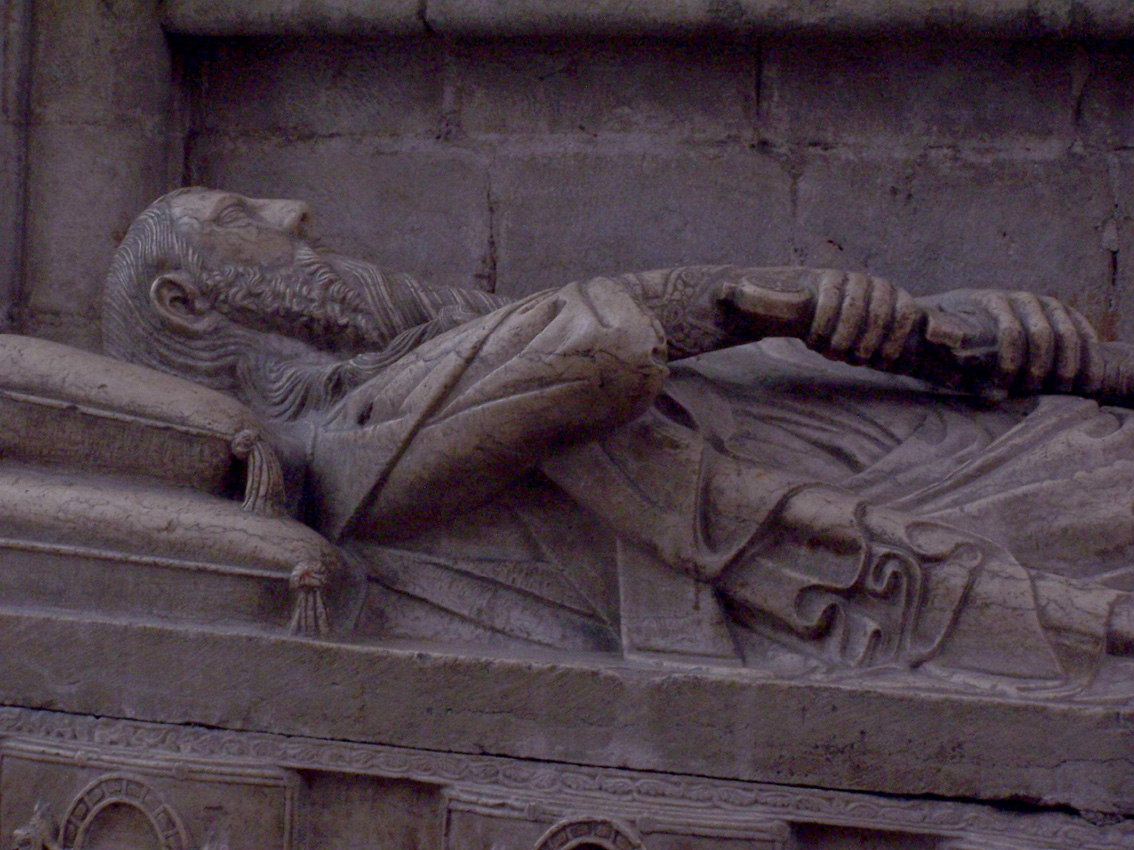
騎士ロポ・パシェコのゴシック様式の墓碑

ディニス1世は、13世紀後半にゴシック様式による回廊建設を命じた。これは1755年のリスボン地震で損傷した。大聖堂入り口近くに、14世紀初頭の豪商バルトロメウ・ジョアネスが自身の葬式の礼拝堂を建てた。彼の横たわる像が目印の墓は今も内側にある。少々後に、アフォンソ4世が、回廊に囲まれたゴシック様式の主礼拝堂によってとってかわられたロマネスク様式のアプスを持った。王とその家族は主礼拝堂に埋葬されたが、彼らの墓と礼拝堂は1755年の地震で破壊された。その回廊が今も残り、ポルトガル・ゴシック様式の重要な仕事を偲ばせる。円形の側廊は主礼拝堂とつながらない。側廊2階の部屋は助材で補強された丸天井に覆われている。
回廊には14世紀からの目立つゴシック様式の墓がある。その一つはアフォンソ4世の侍従ロポ・フェルナンデス・パシェコのものである。彼の横たわる像は剣を持ち、犬により守られている。彼の妻マリア・ヴィリャロボスは中世の本『リヴロ・ダス・ホラス』を読む姿の像である。3つめの墓は特定されていない王家の姫とされている。全ての墓が紋章で飾られている。

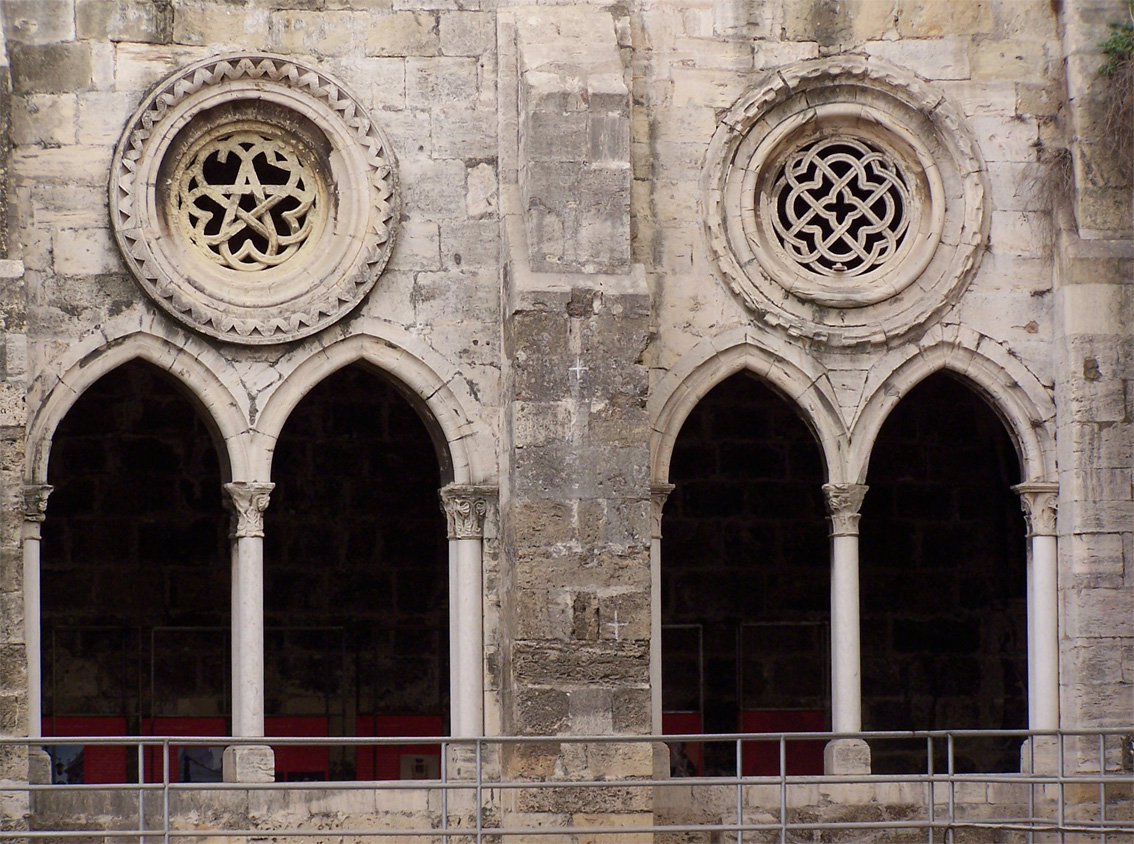
ゴシック様式の歩廊

15世紀の後半25年間に、ヌーノ・ゴンサルヴェス作の『サン・ヴィセンテの祭壇画』が回廊にある聖ヴィセンテ礼拝堂内で描かれたと信じられている。現在祭壇画は、リスボン古美術館（Museu Nacional de Arte Antiga）の所蔵である。

### 現代
17世紀の間に、祭器・祭服などの保管所がバロック様式で建てられ、1755年より後に主礼拝堂がネオクラシカル様式とロココ様式で再建された（アフォンソ4世と一家の墓も含む）。18世紀後半のポルトガルの彫刻家、マシャード・デ・カストロは、ゴシック様式のバルトロメウ・ジョアネス礼拝堂内にある華麗な小部屋の作者である。20世紀初頭、大聖堂内側・外側からネオクラシカル様式装飾のほとんどが取り除かれ、大聖堂は中世の頃の姿を現した。